# Ez Abde
Abdessamad Ezzalzouli (Beni Melal, Marruecos, 17 de diciembre de 2001), más conocido como Ez Abde o simplemente Abde, es un futbolista marroquí nacionalizado español que juega de delantero en el Real Betis Balompié de la Primera División de España.

## Trayectoria
Nació en Beni Melal, una ciudad del centro de Marruecos. Llegó a España con siete años y se instaló con su familia en el Carrús, un barrio humilde de Elche.
Tras formarse como futbolista en las categorías inferiores del Elche C. F. y pasar por el equipo juvenil del Hércules C. F., finalmente en 2019 pasó a la disciplina del primer equipo. Debutó con el club el 1 de diciembre de 2019 contra la Unió Esportiva Olot, encuentro que finalizó con un resultado de empate a cero. Jugó 21 partidos de liga y uno de copa con el primer equipo, llegando a anotar dos goles.
En la temporada 2021-22 se marchó traspasado al F. C. Barcelona, teniendo ficha con el segundo equipo. El 30 de octubre de 2021 debutó con el primer equipo en el empate 1-1 con el Deportivo Alavés en un partido de Liga. Siguió encadenando encuentros en la competición liguera, siendo titular por primera vez el 27 de noviembre ante el Villarreal C. F. El 12 de diciembre marcó su primer gol con el primer equipo en el empate a dos contra C. A. Osasuna, equipo al que se fue cedido el 1 de septiembre de 2022, último día de mercado, hasta 2023, sin opción de compra, justo después de renovar su contrato hasta 2026. Regresó a Barcelona una vez terminó la temporada después de haber ayudado al conjunto rojillo a llegar a la final de la Copa del Rey y clasificarse para la Liga Europa Conferencia de la UEFA.
El 1 de septiembre de 2023 se marchó al Real Betis Balompié a cambio de 7,5 millones de euros. El acuerdo incluía una opción de recompra y el 50% de un futuro traspaso. En su segunda campaña marcó en la prórroga de la vuelta de las semifinales de la Liga Conferencia de la UEFA el gol que clasificó al conjunto verdiblanco para una final de competición europea por primera vez en su historia.

## Selección nacional
El 23 de diciembre de 2021 fue convocado por primera vez con la selección absoluta de Marruecos para participar en la Copa Africana de Naciones 2021. Días después el presidente de la Real Federación de Fútbol de Marruecos confirmó que había rechazado acudir al torneo.
El 23 de septiembre de 2022 finalmente hizo su debut con Marruecos. Fue en un amistoso ante Chile que ganaron por dos a cero y jugó los últimos minutos del encuentro.

### Participaciones en Copas del Mundo
| Mundial      | Sede  | Resultado     | Partidos | Goles |
| ------------ | ----- | ------------- | -------- | ----- |
| Mundial 2022 | Catar | Cuarto puesto | 3        | 0     |

### Participaciones en Juegos Olímpicos
| Juegos Olímpicos      | Sede  | Resultado         | Partidos | Goles |
| --------------------- | ----- | ----------------- | -------- | ----- |
| Juegos Olímpicos 2024 | París | Medalla de bronce | 6        | 2     |

## Estadísticas

### Clubes
Actualizado al último partido disputado el 28 de mayo de 2025.
| Club                         | Div.          | Temporada     | Liga  | Liga  | Copas nacionales | Copas nacionales | Copas internacionales | Copas internacionales | Total | Total |
| Club                         | Div.          | Temporada     | Part. | Goles | Part.            | Goles            | Part.                 | Goles                 | Part. | Goles |
| ---------------------------- | ------------- | ------------- | ----- | ----- | ---------------- | ---------------- | --------------------- | --------------------- | ----- | ----- |
| Hércules C. F. "B" · España  | Pref.         | 2018-19       | 23    | 5     | ―                | ―                | ―                     | ―                     | 23    | 5     |
| Hércules C. F. "B" · España  | 3.ª           | 2019-20       | 17    | 5     | ―                | ―                | ―                     | ―                     | 17    | 5     |
| Hércules C. F. · España      | 2.ª B         | 2019-20       | 4     | 0     | 1                | 0                | ―                     | ―                     | 5     | 0     |
| Hércules C. F. · España      | 2.ª B         | 2020-21       | 17    | 2     | ―                | ―                | ―                     | ―                     | 17    | 2     |
| Hércules C. F. · España      | Total club    | Total club    | 21    | 2     | 1                | 0                | 0                     | 0                     | 22    | 2     |
| Hércules C. F. "B" · España  | 3.ª           | 2020-21       | 8     | 0     | ―                | ―                | ―                     | ―                     | 8     | 0     |
| Hércules C. F. "B" · España  | Total club    | Total club    | 48    | 10    | 0                | 0                | 0                     | 0                     | 48    | 10    |
| F. C. Barcelona "B" · España | 1.ª F         | 2021-22       | 21    | 3     | ―                | ―                | ―                     | ―                     | 21    | 3     |
| F. C. Barcelona "B" · España | Total club    | Total club    | 21    | 3     | 0                | 0                | 0                     | 0                     | 21    | 3     |
| F. C. Barcelona · España     | 1.ª           | 2021-22       | 10    | 1     | 2                | 0                | ―                     | ―                     | 12    | 1     |
| C. A. Osasuna · España       | 1.ª           | 2022-23       | 28    | 4     | 6                | 2                | ―                     | ―                     | 34    | 6     |
| C. A. Osasuna · España       | Total club    | Total club    | 28    | 4     | 6                | 2                | 0                     | 0                     | 34    | 6     |
| F. C. Barcelona · España     | 1.ª           | 2023-24       | 2     | 0     | ―                | ―                | ―                     | ―                     | 2     | 0     |
| F. C. Barcelona · España     | Total club    | Total club    | 12    | 1     | 2                | 0                | 0                     | 0                     | 14    | 1     |
| Real Betis Balompié · España | 1.ª           | 2023-24       | 26    | 1     | 2                | 3                | 8                     | 1                     | 36    | 5     |
| Real Betis Balompié · España | 1.ª           | 2024-25       | 32    | 2     | 2                | 1                | 15                    | 6                     | 49    | 9     |
| Real Betis Balompié · España | Total club    | Total club    | 58    | 3     | 4                | 4                | 23                    | 7                     | 85    | 14    |
| Total carrera                | Total carrera | Total carrera | 188   | 23    | 13               | 6                | 23                    | 7                     | 224   | 36    |
| 1. 2.                        |               |               |       |       |                  |                  |                       |                       |       |       |

## Palmarés

### Títulos internacionales
| Título                           | Club             | Sede      | Año  |
| -------------------------------- | ---------------- | --------- | ---- |
| Copa Africana de Naciones Sub-23 | Marruecos sub-23 | Marruecos | 2023 |
| Bronce olímpico                  | Marruecos sub-23 | París     | 2024 |